# 小久保眞
小久保 眞（こくぼ しん、1982年11月18日 - ）は、長崎県出身のプロバスケットボール選手である。ポジションはフォワード。190cm、84kg。アースフレンズ東京Z所属。

## 来歴
私立瓊浦高校でインターハイに出場。1年先輩に元レラカムイ北海道の御手洗貴暁、富山グラウジーズACの高岡大輔がいる。
卒業後は上京してクラブチームを転々とし、ストリートボールの横濱TEAM-Sに加入。北米独立リーグのABAサマーリーグにも参加した。
2008年、JBL2に参加するレノヴァ鹿児島にプロ契約選手として加入。
2009年は主将に就任。
2013年のNBDLオールスターに選出されている。
2016年オフ、アースフレンズ東京Zへ移籍。
2017年オフ、契約満了。

## 経歴
- 瓊浦高校 - 横濱TEAM-S（ストリート） - レノヴァ鹿児島（2008年〜2016年） - アースフレンズ東京Z

## メディア
- NHK「ドキュメント挑戦〜あのコートに立つために〜」（2009年3月9日放送）